# NGC 4166
NGC 4166 (również PGC 38882 lub UGC 7198) – galaktyka soczewkowata (SB0), znajdująca się w gwiazdozbiorze Warkocza Bereniki. Odkrył ją Wilhelm Tempel 15 marca 1885 roku. Jest to galaktyka z aktywnym jądrem typu LINER.